# Monte Alben
Il monte Alben, alto 2019 m s.l.m., è una montagna delle Prealpi Orobie, situata lungo il crinale che separa la valle Brembana dalla valle Seriana, in provincia di Bergamo.

## Descrizione
È formato da un massiccio montuoso di roccia calcarea di aspetto imponente, che si erge tra val Serina, val del Riso, val Parina e val Vertova, immediatamente a sud del colle di Zambla. A nord-est, verso l'alta val Serina e la val del Riso, l'Alben è caratterizzato da impervie guglie, creste rocciose e canaloni, mentre a sud-ovest, verso la media val Serina e val Vertova, hanno più spazio pendii boscosi, pinete e ampi pascoli. Alla sommità sono presenti diverse cime collegate da creste rocciose, tra cui la Cima La Croce (1975 m) e la Cima della Spada (1.952 m), che dominano il paese di Oltre il Colle, e la vetta principale (2019 m), posta invece più a sud. 

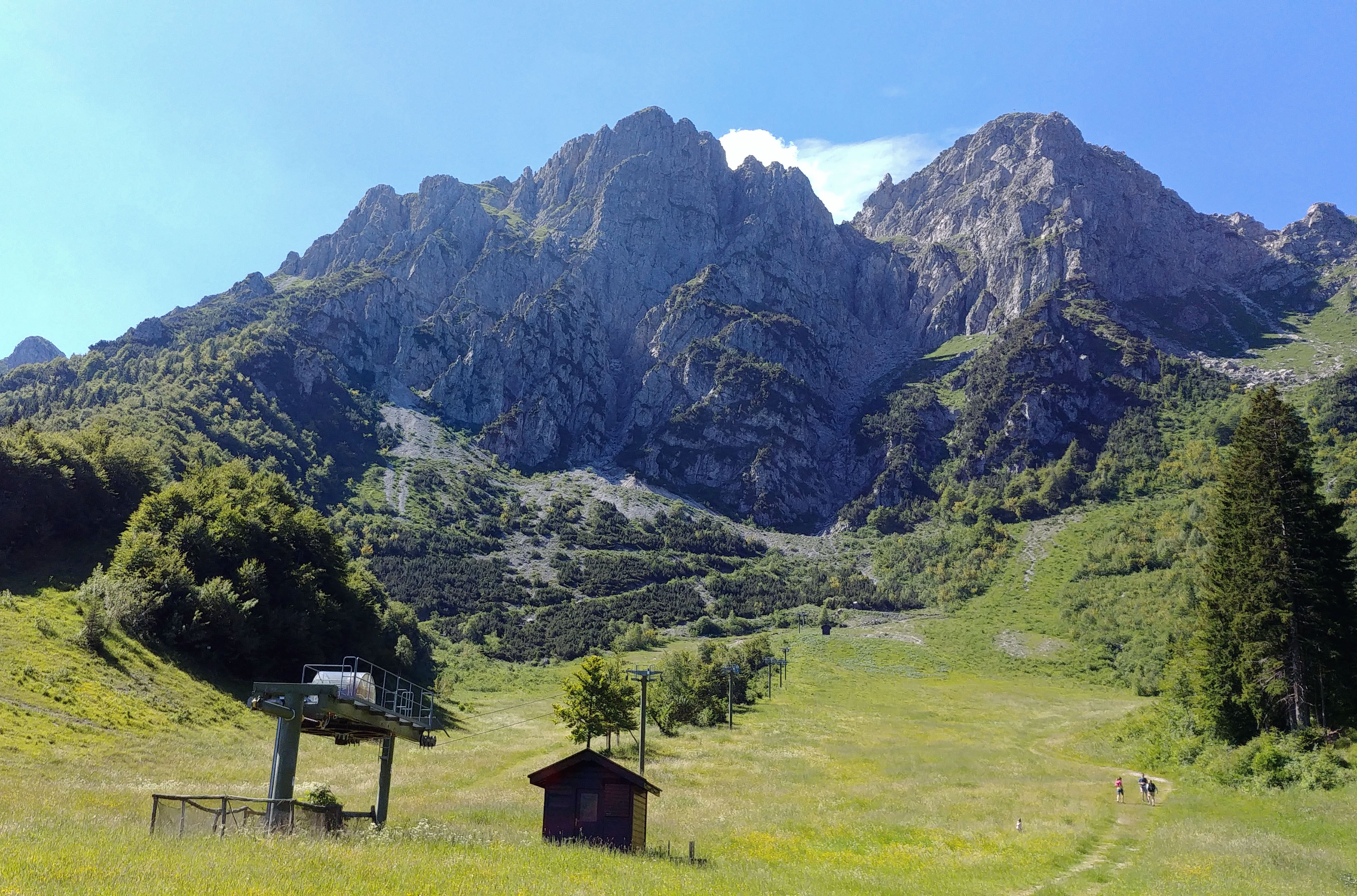
La Cima la Croce (a destra) e l'antecima (a sinistra), sulla quale si sviluppa la ferrata Maurizio.

Dalla croce di vetta si può godere di un grandioso panorama, che spazia dai vicini monti Arera, Menna e Grem, alle principali vette dell'arco delle Alpi e Prealpi Orobie (tra cui Resegone, Grigne, Pizzo dei Tre Signori, Pizzo del Diavolo, Redorta, Coca, Presolana), fino ai più lontani gruppi del Rosa, Disgrazia e Adamello. Verso sud, oltre la Pianura Padana, si può arrivare a vedere all'orizzonte il profilo dell'Appennino Tosco-Emiliano. 
Sulle pendici meridionali della montagna, appena sopra il paese di Cornalba, emerge dai boschi un'imponente falesia rocciosa verticale sulla quale è stata ricavata una rinomata palestra di arrampicata su roccia, con più di un centinaio di vie che vanno dal 5º grado di difficoltà fino al 9a+, che sono state percorse anche da famosi arrampicatori, tra cui il ceco Adam Ondra.
Sulle rocce del versante nord è stata allestita la via ferrata Maurizio, che permette di risalire una selvaggia parete rocciosa conducendo alla cima La Croce, passando prima per l'antecima.
L'Alben è anche habitat della Primula albenensis, una specie endemica presente solo nella bergamasca e riconosciuta come tale nel 1993, che prende il nome dalla montagna. Fiorisce tra aprile e giugno a una quota che va dai 1150 ai 2000 metri circa.

## Accessi
La via più breve per raggiungere la cima risale il versante settentrionale, partendo dal Passo di Zambla (1264 m). Una carrareccia verso destra conduce al Passo della Crocetta (1.267 m), e poco oltre si prende il sentiero che sale ripido nel bosco verso sinistra. Una volta usciti dagli alberi, si risale a zigzag un canalone che porta al col dei Brassamonti, e si prosegue con pendenze più dolci fino al bivio per il vicino Bivacco Nembrini. Da qui si sale, passando sotto il caratteristico Torrione dell'Alben e raggiungendo il Passo la Forca (1848 m), una sella che divide la vetta principale dalla Cima della Croce (1975 m), e nelle cui vicinanze si trova il Bivacco del Gioan. Dal passo si prosegue verso est lungo la cresta rocciosa. Questa parte del percorso è la più suggestiva, soprattutto per il modo in cui il tracciato è stato recuperato attraverso le formazioni rocciose disposte lungo la cresta. Si procede quindi alternando qualche salto di roccia (I grado d'arrampicata) a tratti di sentiero ghiaioso, e si arriva alla croce di vetta dopo circa 2,30 ore dalla partenza.
Un altro degli itinerari per la vetta più battuti risale il lato sud della montagna, partendo da Cornalba (900 m). Il sentiero comincia da una strada carrabile che si restringe al limite del paese, salendo attraverso il bosco. Al termine del lungo tratto tra gli alberi si sbuca in un ampio pascolo (Pian delle Casere) che si estende ai piedi della cresta dell'Alben, dove si trovano inoltre un paio di baite e una pozza che racchiude l'acqua piovana utilizzata per abbeverare il bestiame. Il sentiero continua su per il pascolo in direzione nord fino ad arrampicarsi al Passo la Forca, ricongiungendosi all'itinerario precedente. La tempistica complessiva è di circa 3 ore.

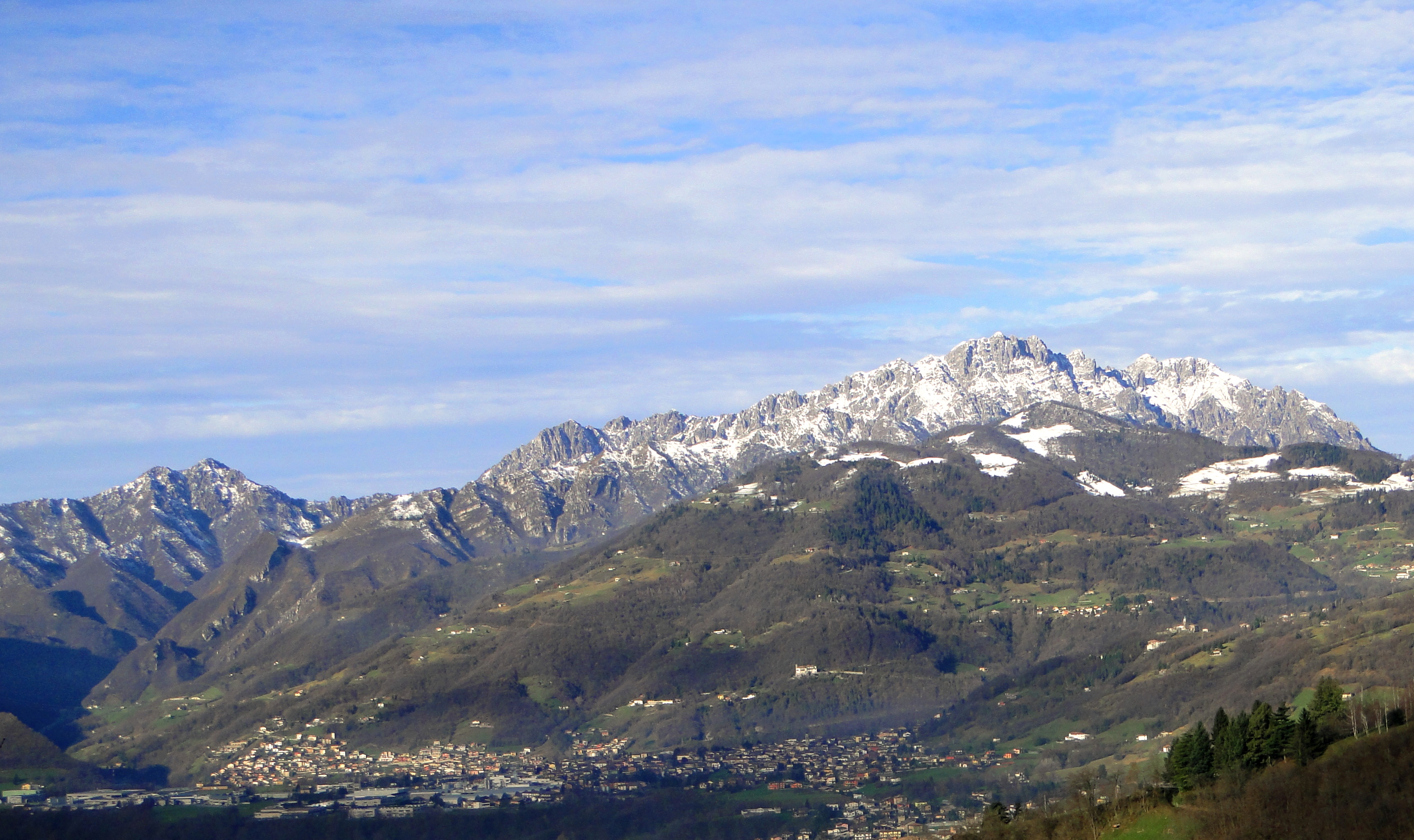
Il versante nord-est visto dalla val Seriana

È possibile arrivare alla vetta anche dalla val Vertova. Dal paese di Vertova (400 m) si segue nella sua interezza il sentiero CAI 530, che sale per carrareccia al rifugio alpino Cavlera, e da qui al Passo Bliben. Si sale poi alla sella adiacente al monte Secretondo e si prosegue in continui saliscendi fino al Bivacco Testa. Qui ha inizio la parte più spettacolare del percorso, con il sentiero che percorre la cresta tra val Vertova e val del Riso, per poi salire tra torrioni e pinnacoli fino alla cima Campelli (1890 m). Da qui ci si innesta sul sentiero 525, e si segue il crinale fino alla croce di vetta, dopo una lunga camminata di circa 6 ore.
Un altro itinerario prevede la partenza da Costa Serina (900m) per seguire il sentiero 519B per il Passo Barbata (1312 m), che divide monte Alben e monte Suchello. Una volta al passo si prosegue verso nord con il sentiero 525 che, dopo una traversata in ambiente suggestivo e severo, sotto gli ampi pascoli della Cascina Foppi, giunge ad un bivio. Qui il sentiero si divide: la prima possibilità attraversa ampi pascoli e valloni, la seconda prosegue lungo le creste rocciose. In ogni caso si arriva all'incrocio con il sentiero 530 e, dopo alcuni saliscendi, si giunge in vetta al monte Alben. Il percorso richiede circa 3,30 ore di cammino.
Un'ulteriore possibilità è la concatenazione dei monti Poieto, Suchello e Alben, fattibile partendo da Aviatico. Si sale al monte Poieto (1360 m), si segue il sentiero 519 che passa dalla Forca di Aviatico, e si raggiunge il Suchello (1541 m) dopo lunghi saliscendi tra prati e boschi. Da qui si ridiscende nel bosco al passo Barbata e ci si ricongiunge all'itinerario precedente.

## Galleria d'immagini

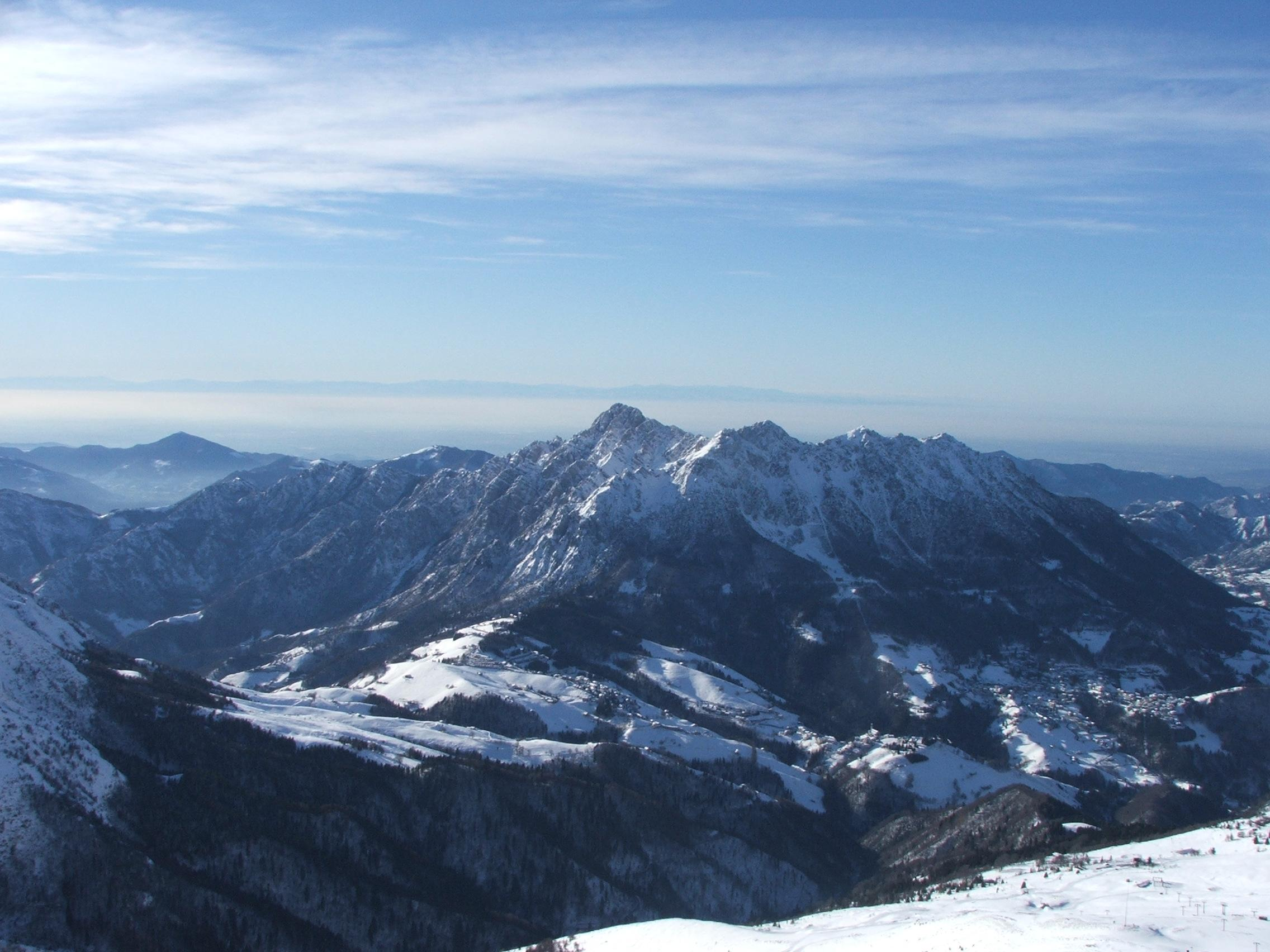
Il Monte Alben visto dal Pizzo Arera e, sullo sfondo, il profilo dell'Appennino Tosco-Emiliano
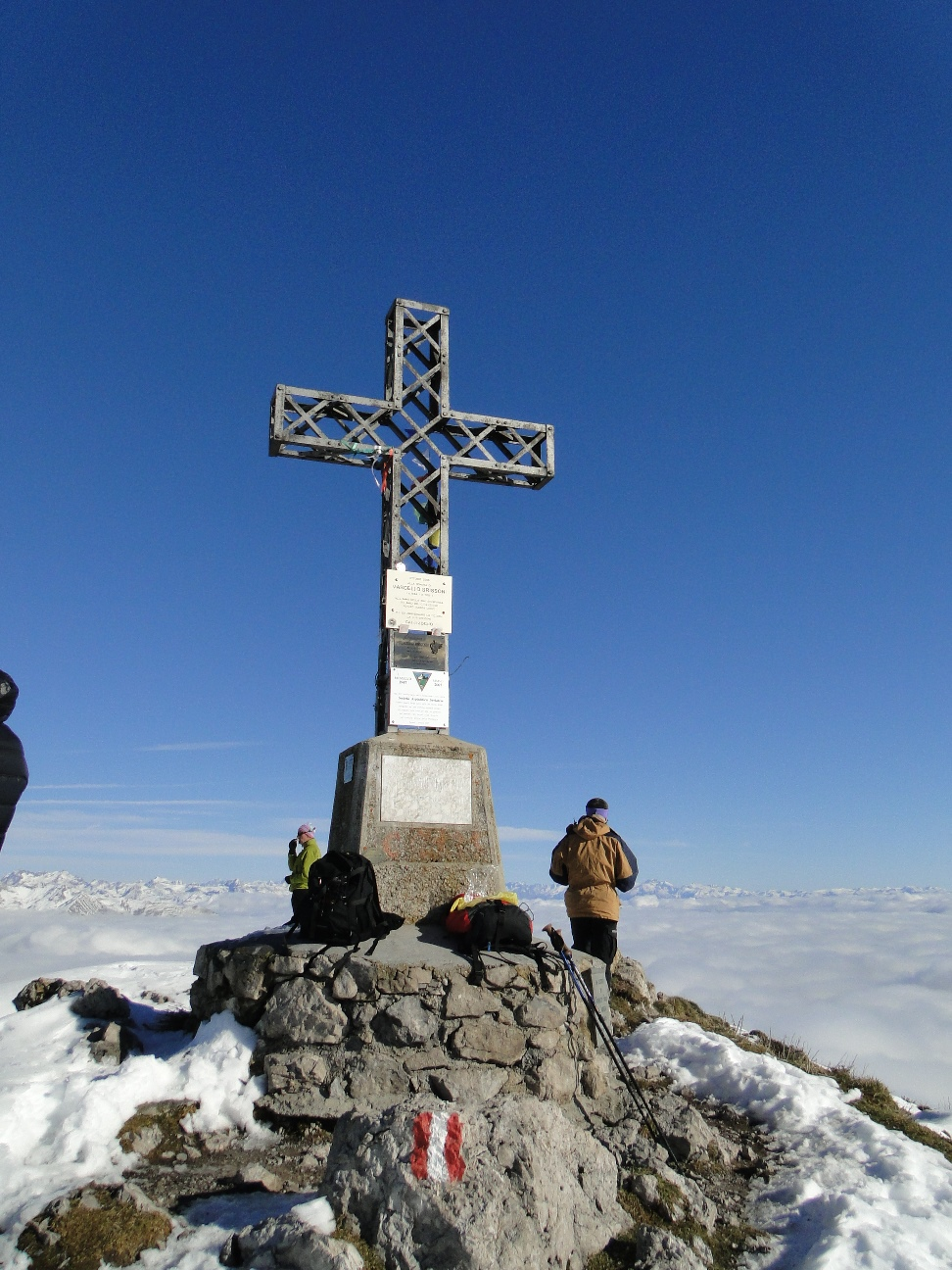
La croce di vetta del monte Alben
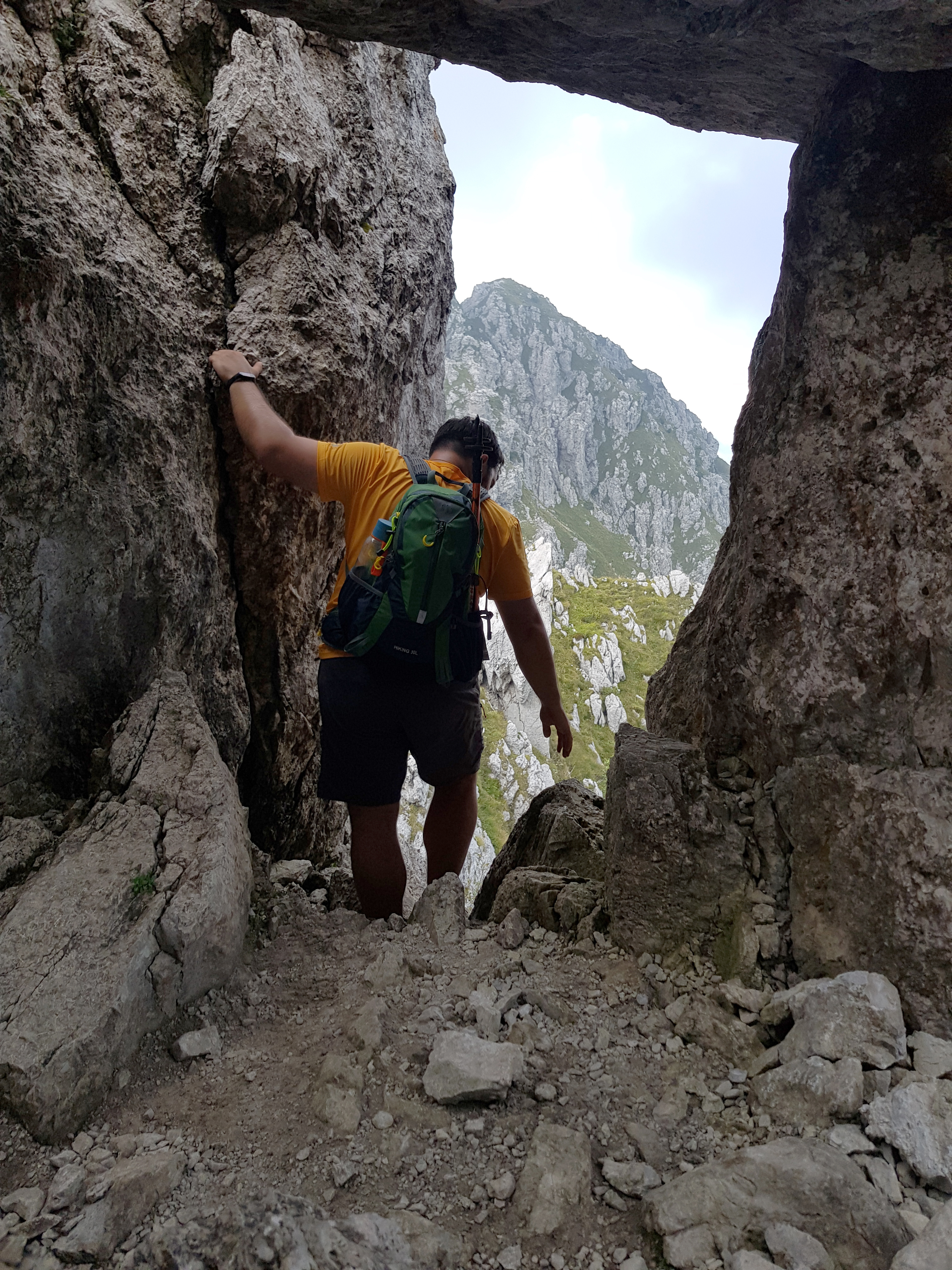
Escursionista nel tunnel roccioso lungo il sentiero 501 che collega Alben e Cima della Croce
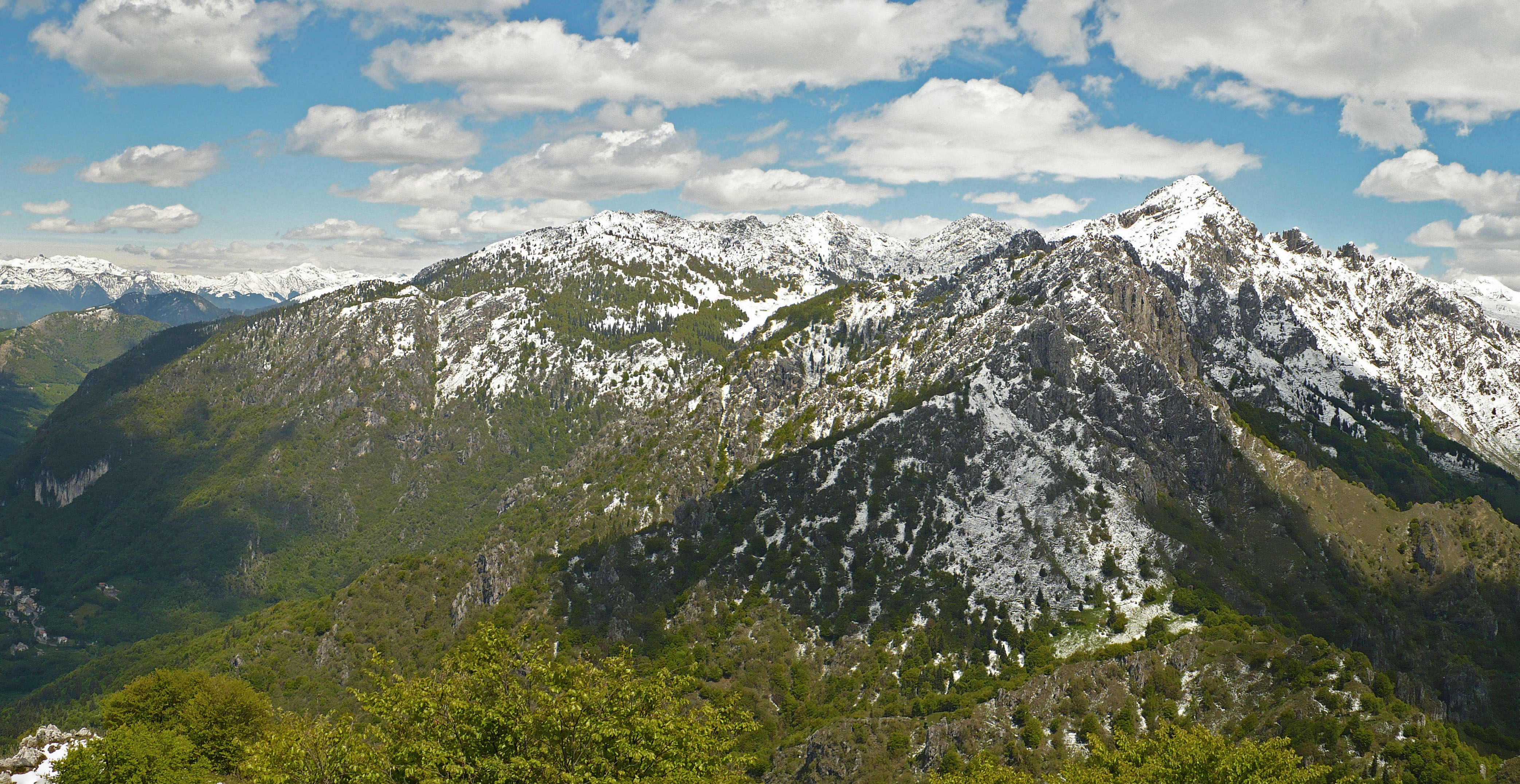
Il versante sud dell'Alben visto dal monte Suchello
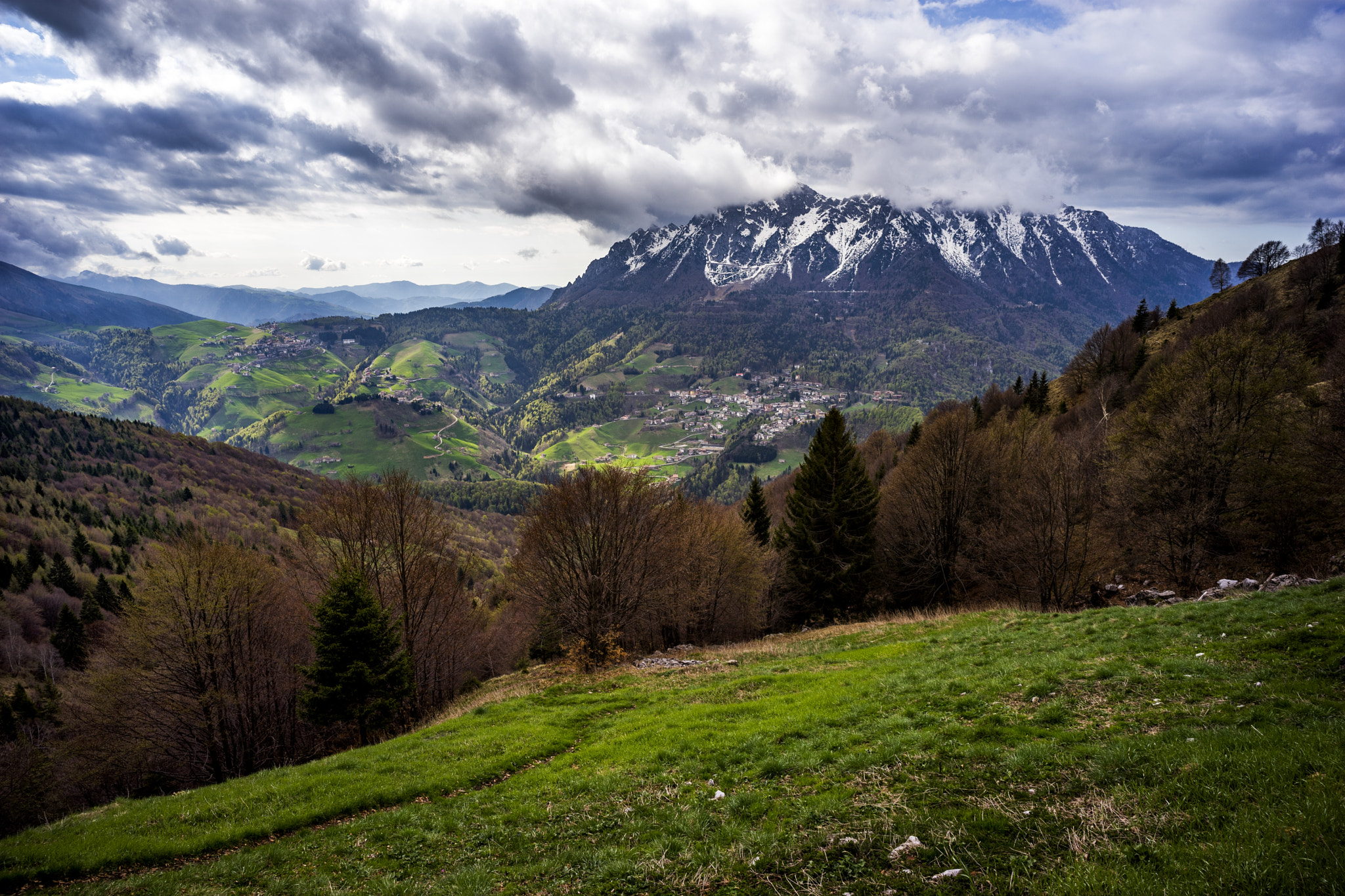
Il versante nord
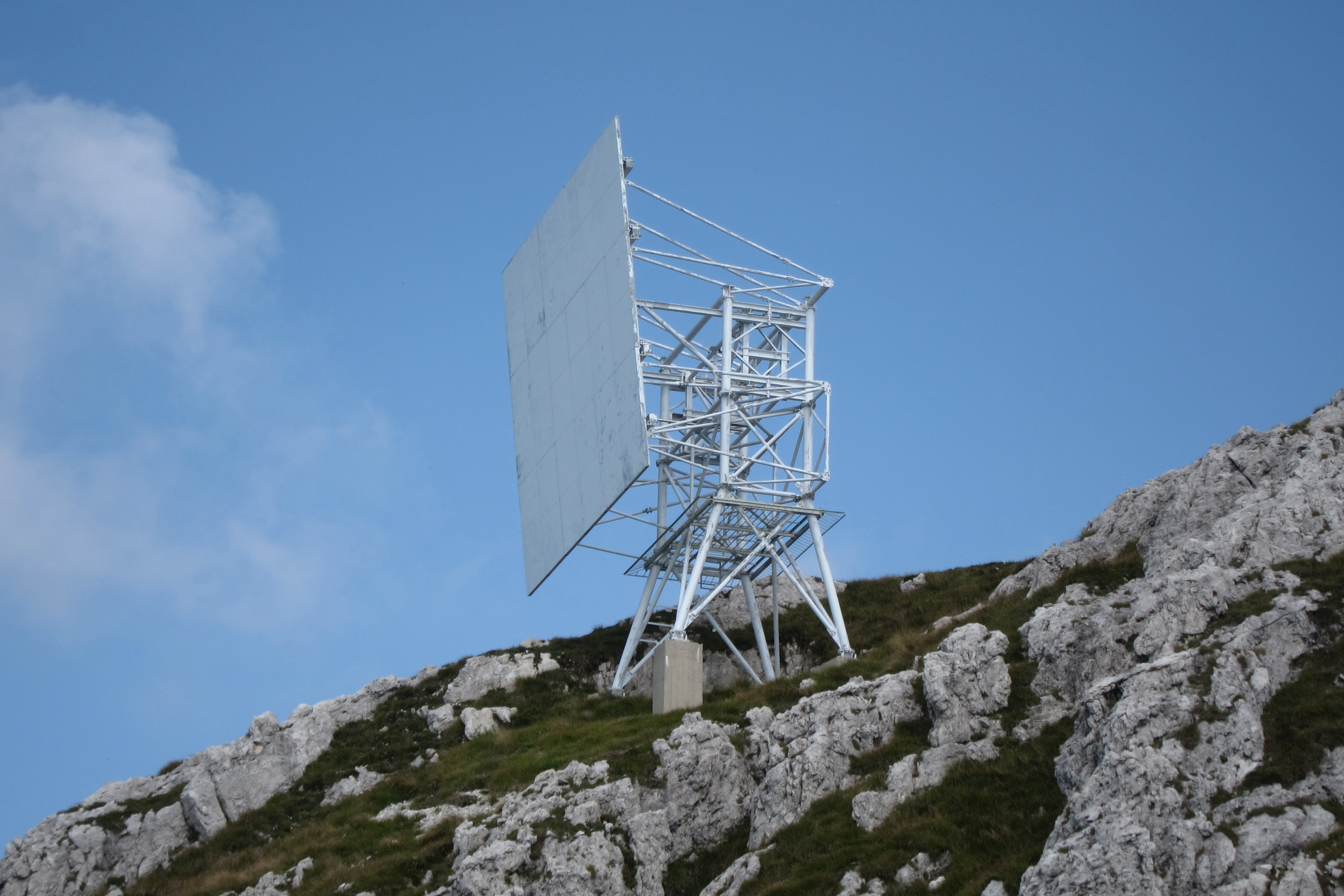
Ripetitore che si trova poco sotto la cima del Monte Alben
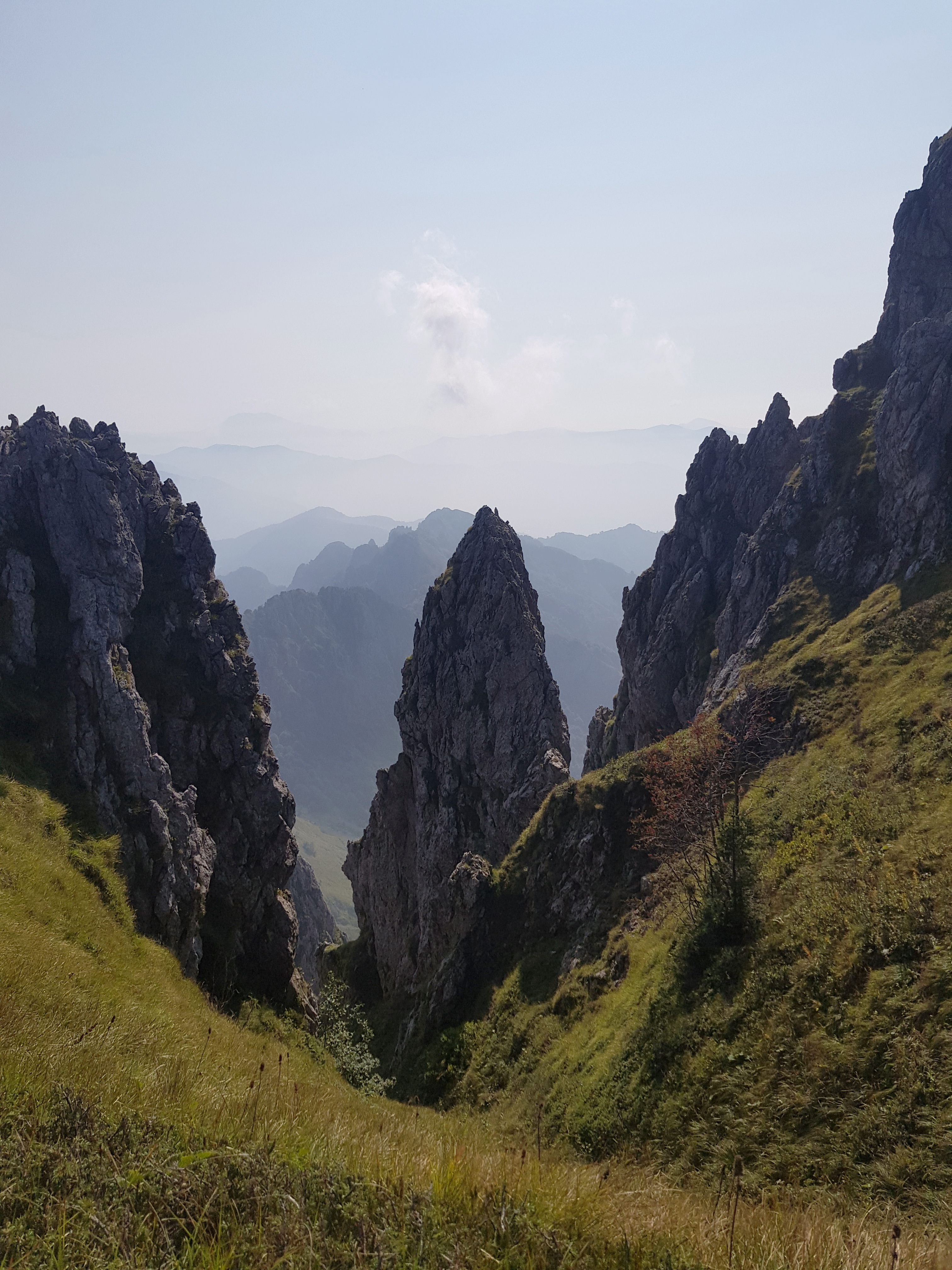
Le guglie rocciose lungo il sentiero delle creste